# Günter Willumeit

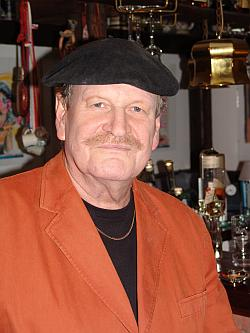
Günter Willumeit (2007)

Günter Willumeit (* 10. Dezember 1941 in Memel; † 17. Oktober 2013 in Bad Segeberg) war ein deutscher Humorist, Parodist, Entertainer und Zahnarzt.

## Leben
Als Flüchtlingskind kam er 1945 aus Ostpreußen mit den Eltern und seiner Schwester über Pommern und Mecklenburg nach Holstein. Seine Jugend verbrachte er in Bühnsdorf und Bad Segeberg, wo er 1962 Abitur machte. Nach zwei Jahren bei der Bundeswehr, aus der er als Leutnant der Reserve (Flugabwehr) ausschied, studierte er Zahnheilkunde in Kiel und absolvierte dort 1970 das Staatsexamen und erhielt seine Approbation. Nach seiner Promotion zum Dr. med. dent. an der Universität Hamburg praktizierte er fast 25 Jahre als Zahnarzt in Bad Segeberg.
In seiner Freizeit trat er abends in Kneipen als Humorist auf und hatte mit seinen Witzen und Parodien wachsenden Erfolg. Dauerhafte Inspirationsquelle war ihm von Anfang an die ländlich-dörfliche Umgebung, in der er aufgewachsen war. Mitte der 1970er Jahre reifte in ihm sein bekanntes Alter Ego heran: Die Figur des schnoddrigen Treckerfahrers Bauer Piepenbrink. Darin personifizierte er den ihm so vertrauten trockenen, hintergründigen Holsteiner Humor mit plattdeutschem Zungenschlag. Erstmals spielte er Piepenbrink für die Schulfunk-Serie Neues aus Waldhagen. Nach einem Auftritt im Hamburger Club Onkel Pö vermittelte ihm Ulf Krüger von Leinemann einen Plattenvertrag.
Durch Auftritte im Radio und Fernsehen wurde er bald im ganzen deutschsprachigen Raum bekannt. Seinen größten Liederfolg hatte er mit einer deutschen Coverversion des Village-People-Hits Y.M.C.A., L.M.A.A., die sich in den deutschen Charts platzieren konnte. Er beherrschte als Parodist 50 Sprech- und Gesangsstimmen und fast alle Dialekte. Auch Sprechstörungen (Stottern, Hasenscharte) gehörten zu seinem Repertoire. Er veröffentlichte 27 LPs/CDs und 18 Bücher mit Humor, Kabarett, Parodie und Entertainment. Sein Motto war: Es gibt nichts Schöneres, als Menschen zum Lachen zu bringen.
Nach dem Tod seiner ersten Frau lernte Willumeit auf Sylt seine zweite Frau Karin kennen, die Töchter und Enkel in die Ehe einbrachte. Seine Zahnarztpraxis hatte er 1994 aufgegeben und konzentrierte sich seitdem ganz auf seine Auftritte, unter anderem als Dauergast in der NDR-Reihe Freut Euch des Nordens und Lachen aus Lüders Krug. Seit 1994 besaß er eine Zweitwohnung in Niendorf.
Bis zuletzt trat Günter Willumeit auf verschiedenen Bühnen auf. Willumeit litt an Speiseröhrenkrebs und erlag am 17. Oktober 2013 im Alter von 71 Jahren in seiner Wahlheimat Bad Segeberg seinem Krebsleiden. Am 25. Oktober 2013 gab es ihm zu Ehren eine Trauerfeier in der Marienkirche in Bad Segeberg. Günter Willumeit wurde anschließend auf See bestattet.

## Diskografie
- 1974: Günter… aus deutschen Landen LP Polydor 2371523
- 1975: Alte Heimat – Neue Heimat, Polydor
- 1976: Lachen mit Bauer Piepenbrink, Polydor
- 1976: ..treffen sich 2.., Polydor
- 1977: Live Aus Der Musikhalle Hamburg, Polydor
- 1977: Hat du Öhrchen? … mut du Hasenwitze hören! LP Polydor 2437 416
- 1977: Bauer Piepenbrink: Spass Muss Sein, Polydor
- 1977: 3, Polydor
- 1979: L.M.A.A. (Single), RCA Victor
- 1979: Alles Lacht Auf Mein Kommando,  RCA Schallplatten GmbH
- 1980: Neues vom Bauer Piepenbrink, RCA Schallplatten GmbH
- 1980: Nie mehr Mallorca Single RCA PB 5725
- 1981:  Wenn Bauer Piepenbrink in die Stadt kommt, RCA Schallplatten GmbH